# 卡提夫
蓋提夫（阿拉伯语：القطيف）是沙地阿拉伯東部省的城市，位於達曼以北20公里的波斯灣海岸，是國內最重要的農業和捕漁業地區中心，橄欖樹在肥沃的土地上生長，居民多數是農民、漁民或從事石油業。蓋提夫設有完善的教育和醫療設施，市內有數間學校、健康中心和醫院。盖提夫的历史可以追溯到公元前5000年。